# Mario Ramadori
Mario Ramadori, noto anche con gli pseudonimi IRODAMAR, IRO DAMAR, RAMA, LORI e Brjcocôličh (Roma, 6 marzo 1935 – Roma, 15 ottobre 1998), è stato un ecologo e pittore italiano, noto per aver trattato nei suoi dipinti tematiche ecologiche e sociali.

## Biografia
Mario Ramadori nacque a Roma il 6 marzo 1935, primogenito di Giuseppe e di Natalina Lori, figlia dello scalpellino Augusto, agli inizi del secolo attivo a Roma in importanti campagne decorative. Mario ha trascorso la prima parte della vita al Pigneto (abitava in via Romanello da Forlì 34).
Dopo gli studi di grafica pubblicitaria, si è dedicato alla pittura da cavalletto, aderendo alla Metafisica.
Dopo il trasferimento al Tuscolano-Cinecittà, intorno al 1970, aveva un linguaggio pittorico personale, dalla componente espressiva, a cui si sarebbe associata quella simbolica. Sensibile alle problematiche artistiche, ecologiche e sociali dell'epoca, nei suoi dipinti l'artista ha affrontato con un linguaggio pittorico semplice e immediato, dal grande impatto emotivo, questioni relative all'uomo moderno che vive nella società consumistica. In quegli anni l'artista è stato particolarmente attivo in attività espositive, in prevalenza a Roma e in Abruzzo, all'interno di mostre e concorsi, e si è inserito nel dibattito del tempo sulla funzione dell'arte e sul rapporto tra arte e periferia.
Intorno al 1978 l'artista ha realizzato una pittura caratterizzata da un tratto più sottile e tonalità fredde, con le rappresentazioni di scarti industriali. Dallo stesso periodo ha sperimentato delle esperienze associative per la promozione dell'arte e degli artisti, come l'U.L.A. - Unione Liberi Artisti, a cui seguono i L.A.R. - Liberi Artisti Riuniti - e Acropoli - Associazione Culturale Romana Polivalente.

## Fortuna critica
Quando era in vita, hanno scritto sull'artista: Eolo Costi , Rodolfo Zito , Ennio Calabria , Roca , Anna Leggeri, Salvatore Cucchia, Paolo Pugliesi, Giuseppe Pinna e Serena Ferrari. Tali testi critici rispecchiano specifici periodi della produzione pittorica dell'artista.
L'attività di Mario Ramadori è stata ricostruita, su base documentaria e stilistica, dalla storica dell'arte Michela Ramadori.